# Ville Tietäväinen

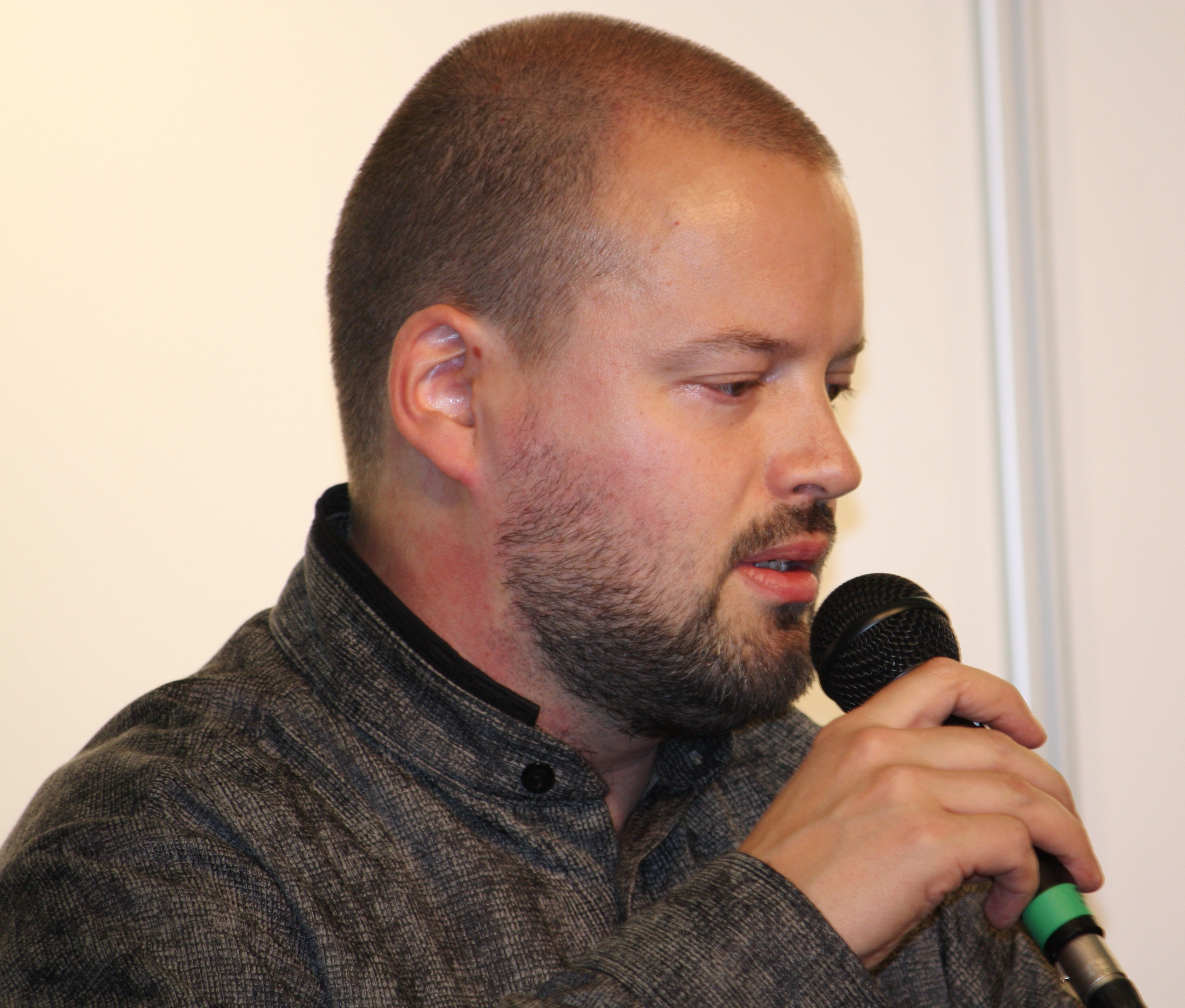
Ville Tietäväinen im Oktober 2011 auf der Buchmesse in Helsinki

Ville Tietäväinen (* 20. Oktober 1970 in Helsinki) ist ein finnischer Architekt, Grafikdesigner, Illustrator und Comiczeichner.

## Leben
1995 brachte Tietäväinen zusammen mit Harri Hannula seinen ersten Comic, Hymyilevä kuu, heraus. Dessen Handlung spielt in Thailand. Ebenfalls 1995 gründete er seine Design-Agentur Studio Tietäväinen. 2003 erschien Tietäväinens zweiter Comic, Linnut ja meret (Deutsche Übersetzung des Titels: Vögel und Meere). Dieser behandelt das Thema der menschlichen Freiheit, verbotener Liebe und unverrückbarer Sozialstrukturen und spielt in Hong Kong. Unter dem Titel Des Oiseaux, des Mers erschien Linnut ja meret in französischer Übersetzung.
Tietäväinens dritter Comic, Näkymättömät kädet (deutsche Übersetzung des Titels: Unsichtbare Hände), erschien 2011 und umfasst mehr als 200 Seiten. Tietäväinen arbeitete fünf Jahre an dem Buch. Möglich war die Erstellung und Publikation von Näkymättömät kädet durch ein Fünf-Jahres-Stipendium des Finnischen Kulturrats, das Tietäväinen 2006 erhielt. Zunächst recherchierte Tietäväinen für seinen Comic verschiedene Bücher, reiste dann aber auch zusammen mit dem Anthropologen Marko Juntunen nach Marokko und Spanien, um vor Ort zu recherchieren. Näkymättömät kädet fügt die Fakten und Fiktion zusammen. Näkymättömät kädet spielt in Spanien und erzählt die Geschichte des marokkanischen Familienvaters Rashid. Dieser verliert in seiner Heimat seine Anstellung als Schneider. Um seine Familie weiterhin ernähren zu können, verlässt er diese, um in Europa Arbeit zu suchen. Er emigriert als illegaler Einwanderer ohne Pass nach Südspanien und versucht dort, sich ein neues Leben aufzubauen. Die dortigen zahllosen Treibhäuser haben großen Bedarf an Gastarbeitern und so wird Rashid einer von vielen. Im Comic wird die Lebensrealität von Gastarbeitern im 21. Jahrhundert – niedrige Bezahlung, schlechte Arbeitsbedingungen und die Hoffnung auf ein besseres Leben – thematisiert. Näkymättömät kädet machte Tietäväinen zu dem bekanntesten und wichtigsten zeitgenössischen finnischen Comickünstler. In deutscher Übersetzung wird Näkymättömät kädet 2014 unter dem Titel Unsichtbare Hände beim avant verlag erscheinen.
2011 erhielt Tietäväinen mit dem Finnish Cultural Foundation Award den bedeutendsten Kulturpreis Finnlands. 2013 wurde Ville Tietäväinen für seine Karikaturen finnischer Präsidentschaftskandidaten und Vorsitzender finnischer Parteien von der Grafia (Association of Professional Graphic Designers in Finland) mit dem Silver Award in der Kategorie „Images and Illustrations“ ausgezeichnet.

## Presseschau
Über Tietäväinens politische Karikaturen

„The cartoonist has composed the images by playfully incorporating fragments from the nation’s history and culture, thus providing the viewer with a multi-layered opportunity to interpret the images in a scale beyond that of the written word. The virtuoso-like draftsmanship merges with precise and well-anatomised fundamental ideas.“

Näkymättömät kädet (2011)

„Näkymättömät kädet is the biggest media breakthrough in the history of Finnish comics. It feels like literally every publication in Finland has printed a rave review of the book. It was one of the year’s biggest events in the whole publishing sector. Tietäväinen worked on his 200+ page book for five years. It tells the story of Rashid, an illegal immigrant to Spain. Tietäväinen draws in a realistic style with enormous attention to perspective and other details. To start with he took two research trips to North Africa and Spain to familiarise himself with the subject matter. All that took a lot of labour and time. The result, however, is an effortless read. The impressive, only slightly melodramatic, story is told with a touching portrayal of the fully realised main character.“

## Bibliografie
| Finnische Originalausgabe                                                                                                   | Deutschsprachige Übersetzung                                       | Anmerkungen                                      |
| --- | ------------------------------------------------------------------ | ------------------------------------------------ |
| 1995: Hymyilevä kuu, Ville Tietäväinen und Harri Hannula (Text und Illustration), Jalava (Helsinki), ISBN 978-951-887-062-6 | nicht in deutscher Übersetzung erschienen                          |                                                  |
| 2003: Linnut ja meret, Ville Tietäväinen (Text und Illustration), Tammi (Helsinki), ISBN 978-951-31-2767-1                  | nicht in deutscher Übersetzung erschienen                          | deutsche Übersetzung des Titels: Vögel und Meere |
| 2011: Näkymättömät kädet, Ville Tietäväinen (Text und Illustration), WSOY (Helsinki), ISBN 978-951-0-37928-8                | erscheint 2014 beim avant verlag unter dem Titel Unsichtbare Hände |                                                  |

## Auszeichnungen
- 2011: Finnish Cultural Foundation Award
- 2012: Graphic Novel Finlandia Prize 2012 für Näkymättömät kädet[4]